# Стримелл, Джимми
Джимми Стримелл (швед. Jimmie Strimell; родился 3 декабря 1980) — шведский музыкант, наиболее известный как вокалист Dead by April. В разное время на протяжении своей карьеры был участником таких групп как Dead by April, Nightrage, Death Destruction, The End Of Grace, Ends With A Bullet, My Collapse. На сегодняшний день является одним из самых востребованных и известных экстрим-вокалистов в мире. Больше всего Джимми прославился участием в известной металкор группе Dead by April и скандальным вылетом из неё.

## Музыкальная карьера

### Death Destruction (2004—2011)
Death Destruction — грув-метал супергруппа, созданная по инициативе гитариста Энрика Данхаге и барабанщика Йонаса Экдаля группы Evergrey в конце 2003 года. Джимми Стримелл присоединился к ним в качестве вокалиста в 2004. В том же году вышло их первое демо. Спустя 7 лет, в 2011 году, они записали дебютный альбом, Death Destruction. Позже, Стримелл покинул группу, чтобы уделять больше времени группе Dead by April.

### Nightrage (2005—2007)
В 2005 году Джимми присоединился к мелодик-дэт-метал группе Nightrage. Он заменил бывшего фронтмена группы Томаса Линдберга в качестве вокалиста. В составе группы он записал альбом A New Disease Is Born в 2007 году и вскоре после этого покинул группу вместе с барабанщиком Александром Свеннингсоном и басистом Хенриком Карлссоном. Вскоре вместе с гитаристом Понтусом Хьельмом они основали группу Dead by April.

### Первое пребывание в Dead by April (2007—2013)
Джимми является одним из основателей и автором большинства текстов песен группы. В 2009 году группа выпустила свой дебютный альбом, Dead by April. В сентябре 2011 года второй альбом под названием Incomparable. 18 марта 2013 года на официальном сайте группы появилась информация, о том что Джимми Стримелл ушел из группы. Позже Джимми сообщил, что из-за серьёзных ссор с некоторыми участниками группы он больше никогда не вернется в Dead by April. Заменой ему стал Кристоффер «Stoffe» Андерсон, бывший концертный вокалист группы Sonic Syndicate.

### Ends With A Bullet (2013—2014)
По старой дружбе Лиам Эспиноса предлагает Джимми, покинувшему Dead by April, вступить в его группу Ends With a Bullet. После выхода альбома, 27 июля 2013 года, группа даёт первый концерт в Strömstad. Сейчас группа перезаписывает старые треки Лиама, и в новых записях будет участвовать Джимми.
13 августа 2014 года на своей странице в Facebook Лиам Эспиноса заявил, что Джимми больше не является членом группы. По словам Лиама с Джимми невозможно работать из-за его «сложного характера», но несмотря на это они останутся лучшими друзьями.

### Перерыв в музыкальной деятельности, My Collapse (2014—2017)
Сразу после ухода из Ends With A Bullet, Стримелл объявил о прекращении карьеры музыканта ради возможности уделять больше времени семье. Работал в качестве преподавателя экстремального вокала в одной из музыкальных школ Гётеборга.
В феврале 2015 года в твиттере Стримелла появилась информация о том, что он собирается присоединиться к Asking Alexandria после того, как группу покинул вокалист Дэнни Уорсноп. Днями позже он её опроверг, заявив о шутливом характере сделанного ранее сообщения. В том же месяце он действительно возобновил карьеру, присоединившись к группе My Collapse.
Группа вместе с Джимми 15 мая 2015 выпустила сингл «Ghosts». Однако в том же году прекратила свое существование. Стримелл снова отошёл от музыкальной деятельности до возвращения в Dead by April в 2017 году.

### Второе пребывание в Dead by April (2017—2020)
19 апреля 2017 года, спустя менее 2 недель с выхода нового альбома «Worlds Collide», Кристофер Андерсон объявил о своём уходе по неизвестной причине, что стало неожиданной новостью как для фанатов, так и для самих музыкантов. Позже, 23 апреля, Dead by April на своём сайте анонсировали возможное возвращение Джимми Стримелла как сессионного вокалиста для выступлений, что 2 мая официально и подтвердила. В конце мая группа вместе с Джимми отправляется в тур в поддержку нового альбома.
6 марта 2020 года Понтус Хьельм опубликовал заявление об уходе Джимми Стримелла во второй раз через Facebook и веб-сайт, объяснив это, что ребята договорились принять его обратно в группу, дав условие, что он не будет больше употреблять наркотики и алкоголь в туре и на концертах, но Джимми вернулся к злоупотреблению наркотиков и алкоголя, что побудило группе принять трудное решение. На место Джимми на гастролях и концертах стал Кристофер Кристенсен, вокалист группы dEMOTIONAL.

### Splittrad (2018—2020)
В 2018 году Джимми и барабанщик Dead by April Маркус Розелл основали сайд-проект Splittrad. С тех пор было выпущено 2 сингла с вокалом Джимми на музыку Маркуса. В 2020 году после ухода из Dead by April Стримелл перестал сотрудничать с Розеллом и в рамках Splittrad.

### VINDICTA (2021—настоящее время)
4 апреля 2021 года в своём официальном instagram-аккаунте Джимми объявляет о том, что занимается записью нового материала с новой группой VINDICTA.
1 октября 2021 года на своем YouTube-канале группа выпускает первый клип и сингл под названием «Slice It».

## Коллективы
- Death Destruction (2004—2011)
- Nightrage (2005—2007)
- Dead by April (2007—2013, 2017—2020)
- The End of Grace (2012—2013)
- Ends With a Bullet (2013—2014)
- My Collapse (2015—2016)
- Splittrad (2018—2020)
- VINDICTA (2021 — настоящее время)

## Дискография
В составе Nightrage
- 2007 — A New Disease Is Born

В составе Dead by April
- 2009 — Dead by April
- 2011 — Incomparable
- 2017 — Worlds Collide (Jimmie Strimell Sessions) (EP)

В составе Death Destruction
- 2011 — Death Destruction

В составе Ends With A Bullet
- 2013 — Ends With A Bullet (EP)

В составе My Collapse
- 2015 — Ghosts (Single)

В составе Splittrad
- 2018 — Djofull (Single)
- 2018 — Jörmungandr (Single)

В составе VINDICTA
- 2021 — Slice It (Single)
- 2023 — Vindicta (EP)